# عرقلة الدمشقي
أبو الندى حسان بن نمير بن عجل بن بني وَبْرة بن الحَلَّاج الكَلْبي الدمشقي (481 - 567 هـ / 1087 - 1172 م) هو شاعر من دمشق عاش في القرن السادس الهجري، ويُعرَف بعَرْقَلة الأَعْوَر وعَرْقَلة الكَلْبي.

## سيرته
ولِدَ حسان بن نمير في سنة 481 هـ في أسرة عربية تعود أصولها إلى قبيلة كلب، وكانت ولادته في مدينة دمشق، ونشأ فيها مُنصرِفاً إلى اللهو والعبث. طاف عرقلة في كثير من البلدان، فدخل قلعة جعبر وحلب وماردين وآمد وبغداد ومصر، كلَّما زار بلاداً اتصل بحاكمها أو أميرها يمدحه ويستقبل العطايا منه، ثُمَّ عاد إلى دمشق ولازم صلاح الدين الأيوبي يمدحه في شعره، إلى أن غادر صلاح الدين دمشق فوعده قبل مغادرته أن يكافأه بألف دينار إن أصبح والياً على مصر، فلمَّا تولَّى صلاح الدين الوزارة في مصر في 564 هـ طلب من عرقلة الحضور، فحضر عرقلة وكافأه صلاح الدين بألفي دينار، لكنَّه تُوفِّي بعد عودته إلى الشام بمدَّة قصيرة في سنة 567 هـ.

## شعره
كان عرقلة شاعراً مُكثِراً، يُنسَب إليه ديوان شعر، وتناول في شعره المديح والرثاء والهجاء والوصف والخمريات والغزل والنسيب والمجون، وأسلوبه متين سهل الألفاظ قليل الصناعة ونادر التكلُّف، وأشعاره هي في الأغلب طريفة مشبعة بالنكات والنوادر. وفي العصر الحديث نُشِرَ شعره في عام 1970 بتحقيق أحمد الجندي في بيروت برعاية مجمع اللغة العربية، ثُمَّ عقَّب عليه محمود عبد الله أبو الخير بتصحيح بعض الأخطاء وبمجموعة قصائد غفل عنها أحمد الجندي.